# Салпауселкя
Са̀лпаусѐлкя (на фински: Salpausselkä; на руски: Салпаусселькя) е система от 3 хълмисти моренни вала (ридове) в северозападната част на Източноевропейската равнина, разположени в южната и югоизточната част на Финландия, северната част на Ленинградска област и югозападната част на Република Карелия в Русия. Простират се като леко изпъкнала на югоизток дъга, паралелно един на друг на протежение около 550 km покрай северните брегове на Финския залив и Ладожкото езеро. Разстоянието между тях е 30 – 50 km. Издигат се над околните равнини на 70 – 100 m, като максимална височина е 247 m. Валовете (ридовете) са се образували по време на топенето и отдръпването на последния континентален ледник. Изградени са от пясъчни валуни, ледвикови и водно-ледникови наслаги. Покрите са предимно с иглолистни гори. Някои от реките (Иматра и др.), пресичайки валовете, образуват прагове и водопади.